# Sanaila Waqa
Pas d'image ? Cliquez ici

a Compétitions nationales et continentales officielles uniquement.

b Matchs officiels uniquement.
Dernière mise à jour le 6 février 2023.
Sanaila Waqa, né le 17 juillet 1995 à Suva (Fidji), est un joueur de rugby à XV international japonais d'origine fidjienne, évoluant au poste de deuxième ligne. Il évolue avec le club des Hanazono Kintetsu Liners en League One depuis 2021.

## Biographie

### Jeunesse aux Fidji
Sanaila Waqa naît à Suva aux Fidji, et grandit dans cette même ville. Il commence à jouer au rugby à XV à l'âge de six ans. Bien que rapidement considéré comme talentueux, son père qui est un fervent adventiste du septième jour ne l'autorise pas à participer aux compétitions le samedi, journée réservée à la messe,. Toutefois, il parvient parfois à s'échapper de ses obligations religieuses pour aller jouer avec le club de Laucala Bay. C'est à l'occasion d'une de ces sorties clandestines qu'il se fait sélectionner à l'âge de 17 ans par la sélection provinciale de Naitasiri Il se fait par la même occasion repérer par des recruteurs néo-zélandais du Saint Kentigern College (en) d'Auckland, qui lui propose de venir étudier dans leur établissement,. Son père finira néanmoins par bloquer cette opportunité.
Après le décès de son père en janvier 2014, il peut finalement pratiquer le rugby librement. Il fait alors partie du groupe élargi de la sélection fidjienne des moins de 20 ans,.
Quelque temps après, Waqa est contacté une nouvelle fois par une école néo-zélandaise, cette fois la Hastings Boys' High School (en). Conseillé par son oncle, qui est un ancien joueur de rugby, il accepte de rejoindre la Nouvelle-Zélande.

### Début de carrière en Nouvelle-Zélande (2014-2016)
Sanaila Waqa arrive en Nouvelle-Zélande au début de l'année 2014, et s'installe donc à Hastings dans la région de Hawke's Bay. Jouant avec l'équipe de son établissement dans le championnat lycéen, il s'y impose rapidement comme un bon élément par son gabarit imposant (plus de 2 m) et ses qualités athlétiques. Il participe également au tournoi de rugby à sept du Condor Sevens en novembre 2014, et en est un des joueurs les plus en vue.
Repéré par ses performances à sept, il représente en 2014 la sélection scolaire néo-zélandaise à sept. L'année suivante, il joue avec l'équipe des New Zealand Marist,,.
À XV, il joue également avec l'équipe des moins de 20 ans de la franchise des Hurricanes en 2015,. Parallèlement, il joue au niveau amateur avec le club de Hastings RSC dans le championnat local, et avec l'équipe réserve de la province de Hawke's Bay,,.
En 2015, il est retenu au sein de l'effectif professionnel de Hawke's Bay pour disputer la saison de National Provincial Championship (NPC). Avant cette saison, Waqa joue indifféremment à l'aile et en deuxième ligne. En effet sa vitesse de course, la deuxième de l'effectif de Hawke's Bay, lui permet d'être aligné sans problème au premier poste. Il joue ses premières rencontres lors de la présaison contre des équipes de Heartland Championship,. Il fait officiellement ses débuts professionnels le 22 août 2015 contre Otago,. Se fixant au poste de deuxième ligne, il joue huit rencontres lors de la saison, dont deux titularisations.
Au début de l'année suivante, il joue avec l'équipe Development (espoir) des Hurricanes. Il manque ensuite l'intégralité de la saison 2016 de NPC à cause d'une blessure à l'épaule,.
À la même période, les performances de Waqa attirent l'attention du sélectionneur fidjien John McKee, qui voit en lui en joueur intéressant dans le futur. Cela restera cependant sans suite.

### Départ au Japon et débuts internationaux (depuis 2017)
En mars 2017, Sanaila Waqa s'engage avec le club japonais des NEC Green Rockets évoluant en Top League,. Il ne joue que quatre matchs lors de sa première saison, avant de s'imposer petit à petit au sein de l'effectif du club basé à Abiko. En 2020, après trois saisons et dix-sept matchs joués, il quitte le club,.
Peu après son départ des Green Rockets, il rejoint les Kintetsu Liners pour la saison 2021 de Top Challenge League (deuxième division japonaise),. Il joue sept matchs lors de sa première saison au club.
L'année suivante, à l'occasion de la réforme du championnat japonais, son équipe est placée en deuxième division de la nouvelle League One, et se voit renommé Hanazono Kintetsu Liners. Waqa se distingue en 2022 en inscrivant onze essais en huit matchs de championnat. Il participe donc pleinement au bon parcours de son équipe, qui remporte le championnat et montre en première division,.
En juin 2022, grâce à ses cinq années passées sur le territoire japonais, il est sélectionné avec l'équipe du Japon pour préparer la série de test-matchs estivale,. Il obtient sa première sélection le 25 juin 2022 contre le Uruguay à Kitakyūshū,. Il dispute ensuite la deuxième rencontre de la série face à la France.

## Palmarès

### En club
- Vainqueur de la deuxième division de League One en 2022 avec les Hanazono Kintetsu Liners.

## Statistiques
- 2 sélections avec le Japon depuis 2022.
- 0 point.